# Bracon cakili
Bracon cakili är en stekelart som beskrevs av Ahmet Beyarslan 1996. Bracon cakili ingår i släktet Bracon och familjen bracksteklar. Inga underarter finns listade.